# Regiomontanus (cráter)

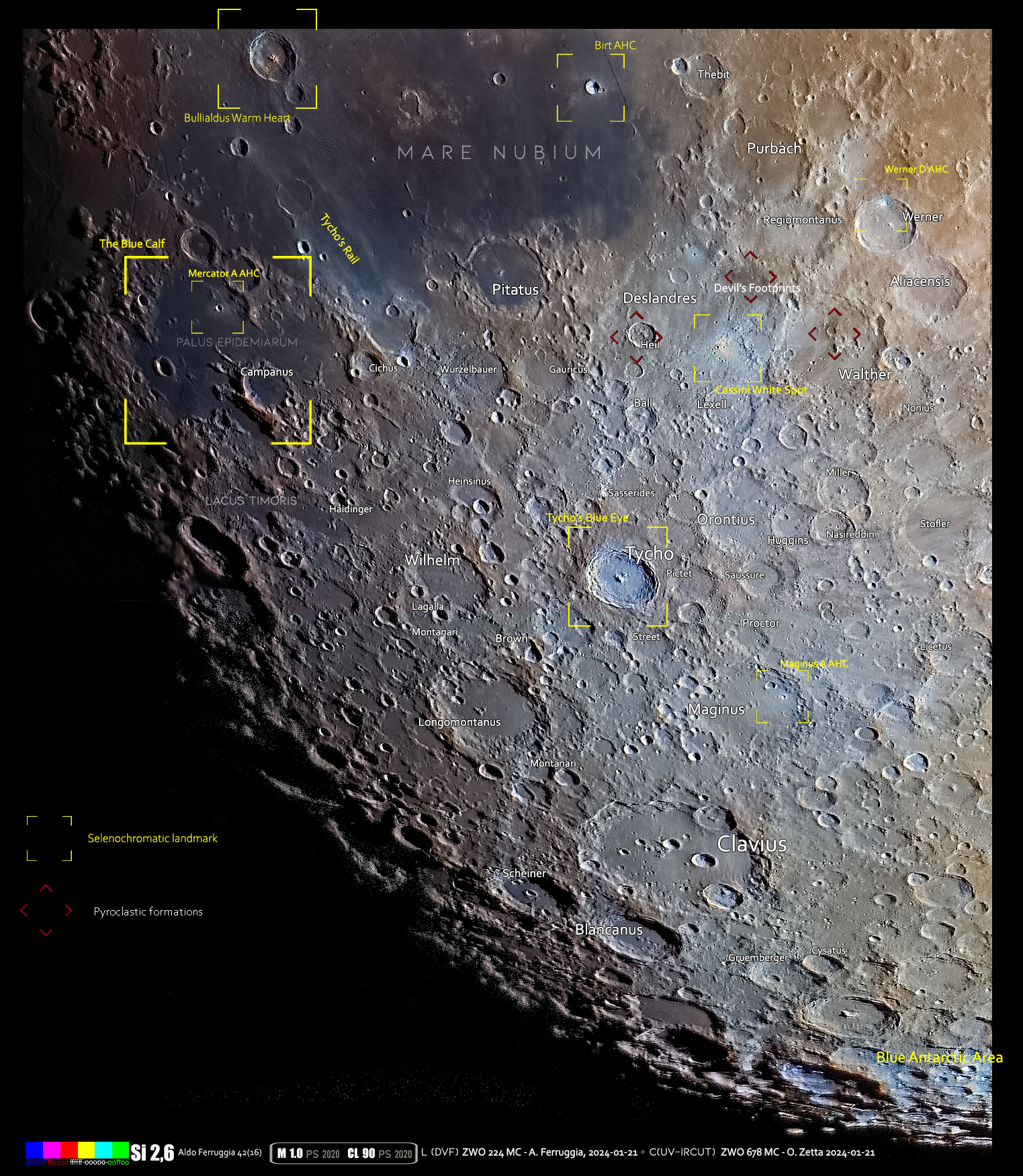
Área del cráter en formato selenocromático

Regiomontanus es un antiguo cráter de impacto lunar situado en la región de las tierras altas del sur, al sureste del Mare Nubium. Se une a través de un borde de perfil caótico hacia el norte con el cráter Purbach, y hacia el sur-sureste con Walther.
|  |

El cráter está muy desgastado por la erosión generada por sucesivos impactos. Su borde es irregular, montañoso y de contorno claramente ovalado. Las paredes de los bordes sur y oeste se han degradado casi por completo. Una meseta prominente se encuentra descentrada al noroeste, con el pequeño cráter Regiomontanus A en su cumbre. El suelo del cráter está inundado de lava, y presenta una serie de pequeños impactos.
El cráter de la cumbre (Regiomontanus A) fue considerado durante un tiempo como prueba de la actividad volcánica de la Luna. Sin embargo, este elemento es en realidad un cráter de impacto, y está ligeramente desplazado desde la cumbre del pico central.
Regiomontanus recibió este nombre en memoria del astrónomo del mismo sobrenombre, Johann Müller Regiomontano. Como muchos de los cráteres de la cara visible de la Luna, conserva el nombre que le adjudicó en 1651 Giovanni Riccioli, cuyo sistema de nomenclatura se ha estandardizado. Los cartógrafos lunares anteriores habían dado al cráter diversos nombres. Así, en el mapa de 1645 de Michael van Langren se denominaba "Christinae Reg. Suec.", por la reina Cristina de Suecia. Por su parte,
Johannes Hevelius lo agrupó con Purbach y Walther con el nombre de "Mons Libanus", en referencia a la cordillera del Líbano.

## Cráteres satélite
Por convención estos elementos son identificados en los mapas lunares poniendo la letra en el lado del punto medio del cráter que está más cercano a Regiomontanus.
|  |  |

| Regiomontanus | Coordenadas                  | Diámetro |
| ------------- | ---------------------------- | -------- |
| A             | 28°00′S 0°36′O / -28.0, -0.6 | 6 km     |
| B             | 29°00′S 3°42′O / -29.0, -3.7 | 10 km    |
| C             | 28°42′S 5°12′O / -28.7, -5.2 | 8 km     |
| E             | 28°12′S 6°12′O / -28.2, -6.2 | 6 km     |
| F             | 27°48′S 1°54′O / -27.8, -1.9 | 11 km    |
| G             | 28°12′S 3°36′O / -28.2, -3.6 | 5 km     |
| H             | 28°36′S 4°00′O / -28.6, -4.0 | 6 km     |
| J             | 29°24′S 1°54′O / -29.4, -1.9 | 8 km     |
| K             | 30°18′S 0°00′E / -30.3, -0.0 | 6 km     |
| L             | 29°42′S 1°06′E / -29.7, 1.1  | 6 km     |
| M             | 29°36′S 2°06′O / -29.6, -2.1 | 5 km     |
| N             | 28°54′S 0°06′E / -28.9, 0.1  | 3 km     |
| R             | 28°24′S 0°00′E / -28.4, -0.0 | 3 km     |
| S             | 28°36′S 2°00′O / -28.6, -2.0 | 4 km     |
| T             | 28°06′S 2°54′O / -28.1, -2.9 | 5 km     |
| U             | 27°54′S 3°30′O / -27.9, -3.5 | 11 km    |
| W             | 29°30′S 1°24′O / -29.5, -1.4 | 3 km     |
| Y             | 30°06′S 1°36′O / -30.1, -1.6 | 5 km     |
| Z             | 27°30′S 3°00′O / -27.5, -3.0 | 6 km     |